# فيليب موين
فيليب موين (ولد في 29 يناير 1994) هو لاعب كرة قدم نمساوي من اصل كيني يلعب كمدافع لنادي ماينتس 05.

## روابط خارجية
- فيليب موين على موقع الاتحاد الأوربي (الإنجليزية)
- فيليب موين على موقع قاعدة بيانات كرة القدم.إي يو (الإنجليزية)
- فيليب موين على موقع ناشيونال فوتبول تيمز (الإنجليزية)
- فيليب موين على موقع Soccerway.com (الإنجليزية)
- فيليب موين على موقع عالم كرة القدم.نت (الإنجليزية)
- فيليب موين في kicker.de باللغة الألمانية
- فيليب موين  على سكروي فيليب موين  على سكروي